# Bragg Creek
Bragg Creek est un hameau (hamlet) du Comté de Rocky View, situé dans la province canadienne d'Alberta.

## Démographie
En tant que localité désignée dans le recensement de 2011, Bragg Creek a une population de 595 habitants dans 235 de ses 286 logements, soit une variation de 8.2% avec la population de 2006. Avec une superficie de 4,056 3 km2, le hameau possède une densité de population de 146,685 4 hab/km2 en 2011.
Concernant le recensement de 2006, Bragg Creek abritait 550 habitants dans 220 de ses 248 logements. Avec une superficie de 4,056 3 km2, le hameau possédait une densité de population de 135,6 hab/km2 en 2006.